# 高橋ダン
高橋 ダン（たかはし ダン、英: Dan Takahashi、1985年7月 -）は、日本の投資家、起業家。PostPrime株式会社創業者、代表取締役。東京都豊島区生まれ。YouTubeと自身が運営するPostPrimeにて投資についての解説をする番組を配信している。

## 概要
ニューヨークの投資銀行やヘッジファンド、東南アジアでの貴金属投資に従事するなど、10年以上に渡り金融の世界で働いた経験を元にYouTubeで「金融」「経済」に関する解説動画を投稿している。2020年の1月にYouTubeでの動画投稿を開始。2021年9月に独自のバッジシステムを搭載した「PostPrime」をリリース以降は、金融プラットフォームを成長させるAI技術開発に注力しており、SNSで利用可能なAIキャラクター、AI投資パートナーであるIZANAVI（イザナビ）を導入済みである。

## 略歴
コーネル大学を卒業後、21歳の時にモルガン・スタンレーに入社。リーマン・ショックを機にヘッジファンドに転職し、裁定取引などを専門に行うトレーダーとして従事。26歳の時には、友人らと共にヘッジファンドを設立。30歳で自分の持ち株を売却し、シンガポールへ移住した。約60カ国を旅した後2019年秋に日本に帰国し、2020年初頭にグローバルの金融や経済を解説するYouTubeチャンネルを開設。同年9月には、PostPrime株式会社の前身となる設立会社にてSNS「PostPrime」の立ち上げから運営の中心人物として働く。2024年6月、代表取締役を務めるPostPrime株式会社が東証グロース市場に上場。同年10月、取引プラットフォームの調査及び運営を目的とする子会社PostPrime Trading株式会社を設立。現在に至る。

## 著書
- 『世界のお金持ちが実践するお金の増やし方』（2020年9月16日、かんき出版）[16]
- 『僕がウォール街で学んだ勝利の投資術 億り人へのパスポート渡します』（2020年12月1日、KADOKAWA）[17]
- 『新・冒険投資家 高橋ダンの世界新発見! 人生が劇的に変わる「旅」の極意』（2020年12月20日、扶桑社）[18]
- 『超カリスマ投資系YouTuberが教える ゴールド投資――リスクを冒さずお金もちになれる方法』（2021年2月17日、ダイヤモンド社）[19]
- 『ウォ―ルストリート流 自分を最大限運用する方法』（2021年4月7日、朝日新聞出版）[20]

## メディア出演

### テレビ番組
- 日経プラス10（2020年9月18日、11月3日、12月18日、BSテレビ東京）[21]
- ニュースモーニングサテライト（2021年5月17日-、テレビ東京）[22]
- 2022年の世界と日本の経済を大予測 投資のプロが選ぶ！ここがスゴイ！注目業界＆企業（2021年8月29日、BS朝日）[23]
- ワールドビジネスサテライト（2021年9月14日、12月7日、2023年5月17日、テレビ東京）[24]